# Serie A1 2008/09
Die Saison 2008/09 der italienischen Eishockeymeisterschaft der Serie A1 wurde mit insgesamt acht Mannschaften ausgetragen. Titelverteidiger war der HC Bozen, der den Meistertitel im Finale gegen Ritten Sport verteidigen konnte. Der HC Fassa konnte in den Playdowns erfolgreich den Abstieg verhindern.

## Teilnehmende Mannschaften
Nach der vorangegangenen Saison war der HC Milano Vipers unerwartet aus der Serie A1 ausgestiegen, was in Kreisen der Liga größte Bestürzung hervorrief, da die Mailänder als großer Zuschauermagnet einer Stadt mit ausgedehnter Hockeytradition entstammten. Präsident Alvise di Canossa gab diesen Schritt am 12. Juni 2009 bekannt und begründete ihn damit, dass sich das italienische Eishockey nicht wie erwünscht entwickelt habe und er keine Zukunft für den Verein sehen würde. Finanzielle Gründe wurden offiziell nicht genannt.
Damit blieben letztlich folgende acht Teams übrig:
- HC Bozen (Titelverteidiger)
- Ritten Sport
- SG Cortina
- HC Pustertal
- AS Asiago Hockey
- HC Alleghe
- HC Fassa
- SG Pontebba

## Modus
Im Grunddurchgang wurde eine dreifache Hin- und Rückrunde ausgespielt. Die besten vier Mannschaften qualifizierten sich für die Playoffs, die in Form von Halbfinale und Finale als Best of Seven-Serien ausgetragen wurden. Die Mannschaften auf den Plätzen fünf bis acht bestritten eine Playdown-Serie. Die jeweils unterlegenen Teams mussten in die nächste Runde. Der Verlierer der letzten Serie trat gegen den Sieger der Serie A2 um den Klassenerhalt an.

## Grunddurchgang

### Tabelle nach dem Grunddurchgang
| Platz | Team             | Punkte | Spiele | S  | SNV | N  | NNV | Tore    | TD  |
| ----- | ---------------- | ------ | ------ | -- | --- | -- | --- | ------- | --- |
| 1     | Ritten Sport     | 48     | 42     | 24 | 2   | 7  | 9   | 166:119 | +47 |
| 2     | HC Bozen         | 46     | 42     | 23 | 6   | 8  | 5   | 170:118 | +52 |
| 3     | SG Cortina       | 44     | 42     | 24 | 7   | 7  | 4   | 162:114 | +48 |
| 4     | HC Pustertal     | 39     | 42     | 18 | 2   | 16 | 6   | 151:138 | +13 |
| 5     | AS Asiago Hockey | 30     | 42     | 13 | 6   | 20 | 3   | 113:145 | −32 |
| 6     | HC Alleghe       | 30     | 42     | 12 | 7   | 21 | 2   | 132:144 | −12 |
| 7     | HC Fassa         | 22     | 42     | 10 | 1   | 25 | 6   | 104:161 | −57 |
| 8     | SG Pontebba      | 18     | 42     | 8  | 5   | 28 | 1   | 107:166 | −59 |

## Playoffs
Die Halbfinalserien verliefen sehr einseitig zugunsten der beiden bestplatzierten Teams. Ritten Sport musste als einzige Mannschaft eine Niederlage hinnehmen und unterlag dem HC Pustertal im zweiten Spiel der Serie mit 2:3. Der HC Bozen konnte alle vier Spiele für sich entscheiden, musste jedoch in den letzten beiden Spielen in die Verlängerung gehen. Damit waren beide Serien vorzeitig beendet, und die beiden Finalisten hatten vor der Finalserie eine Woche spielfrei.
Bozen setzte sich schließlich im Finale dabei gegen den Herausforderer mit 4:0 Siegen überraschend deutlich durch und ließ den Rittnern gestützt auf einen hervorragenden Pasi Häkkinen im Tor keine Chance. Auch der Legionär Kenny Corupe, der im Jahr zuvor vom HDD Olimpija Ljubljana vorzeitig entlassen worden war und seitdem für Bozen stürmte, konnte mehrmals seine Klasse ausspielen. Der HC Bozen errang damit den achtzehnten Meistertitel der Vereinsgeschichte und hatte dabei in den gesamten Playoffs kein Spiel verloren.

### Halbfinale
| Serie                               | Endstand | Spiel 1             | Spiel 2             | Spiel 3                        | Spiel 4                        | Spiel 5             |
| ----------------------------------- | -------- | ------------------- | ------------------- | ------------------------------ | ------------------------------ | ------------------- |
| Ritten Sport (1) – HC Pustertal (4) | 4:1      | 7:3 (5:0, 2:1, 0:2) | 2:3 (0:1, 1:1, 1:1) | 6:2 (3:0, 1:1, 2:1)            | 3:1 (1:0, 1:1, 1:0)            | 6:2 (2:2, 4:0, 0:0) |
| HC Bozen (2) – SG Cortina (3)       | 4:0      | 3:1 (2:1, 0:0, 1:0) | 5:2 (2:1, 1:0, 2:1) | 4:3 n. V. (1:2, 0:1, 2:0, 1:0) | 4:3 n. V. (1:0, 2:3, 0:0, 1:0) |                     |

### Finale
| Serie                           | Endstand | Spiel 1             | Spiel 2                        | Spiel 3                        | Spiel 4             |
| ------------------------------- | -------- | ------------------- | ------------------------------ | ------------------------------ | ------------------- |
| Ritten Sport (1) – HC Bozen (2) | 0:4      | 2:4 (1:1, 0:2, 1:1) | 0:1 n. V. (0:0, 0:0, 0:0, 0:1) | 2:3 n. V. (0:1, 1:0, 1:1, 0:1) | 3:7 (2:3, 1:1, 0:3) |

## Playdowns
In den Playdowns sicherte sich der fünftplatzierte AS Asiago Hockey mit einem 3:0 in der Serie vorzeitig den Klassenerhalt und schickte den SG Pontebba in die nächste Runde. Der HC Alleghe hatte mit seinem Gegner HC Fassa wesentlich mehr Mühe. Nach zwei Siegen in Folge konnte der HC Fassa noch einmal ausgleichen, sodass das fünfte Spiel entscheiden musste. Dort setzte sich aber der HC Alleghe schließlich klar durch.
Die beiden unterlegenen Teams trugen eine weitere Best of Five-Serie aus. Der SG Pontebba, der die Hauptrunde noch als Letzter abgeschlossen hatte und eben noch gegen Asiago ohne Sieg geblieben war, besiegte den HC Fassa mit 3:1 Siegen und sicherte sich so ebenfalls den Klassenerhalt. Im Finale der Playdowns trat der unterlegene HC Fassa gegen den Sieger der Serie A2, den WSV Sterzing Broncos an. Dabei konnte sich das Team aus der Serie A1 mit deutlichen Siegen behaupten und sich so die Teilnahme an der Serie A1 für die nächste Saison sichern.

### Viertelfinale
| Serie                                  | Endstand | Spiel 1             | Spiel 2             | Spiel 3             | Spiel 4             | Spiel 5             |
| -------------------------------------- | -------- | ------------------- | ------------------- | ------------------- | ------------------- | ------------------- |
| AS Asiago Hockey (5) – SG Pontebba (8) | 3:0      | 6:3 (2:2, 1:1, 3:0) | 4:3 (2:1, 1:1, 1:1) | 5:3 (1:1, 2:1, 2:1) |                     |                     |
| HC Alleghe (6) – HC Fassa (7)          | 3:2      | 4:3 (1:1, 2:1, 1:1) | 3:1 (1:0, 2:1, 0:0) | 3:5 (1:2, 2:2, 0:1) | 3:6 (2:2, 1:3, 0:1) | 6:3 (2:1, 2:0, 2:2) |

### Halbfinale
| Serie                          | Endstand | Spiel 1             | Spiel 2             | Spiel 3             | Spiel 4             |
| ------------------------------ | -------- | ------------------- | ------------------- | ------------------- | ------------------- |
| HC Fassa (7) – SG Pontebba (8) | 1:3      | 4:2 (1:1, 2:1, 1:0) | 2:4 (0:2, 2:2, 0:0) | 3:4 (0:2, 2:0, 1:2) | 1:4 (0:2, 1:1, 0:1) |

### Finale
| Serie                                                 | Spiel 1             | Spiel 2             |
| ----------------------------------------------------- | ------------------- | ------------------- |
| HC Fassa (7) – WSV Sterzing Broncos (Sieger Serie A2) | 4:2 (0:0, 0:2, 4:0) | 8:4 (3:1, 3:2, 2:1) |

## Statistiken
Die Statistiken decken die gesamte Saison mit Grunddurchgang und Playoffs ab.
| 1  | Kenny Corupe         | Bozen     | 50 | 35 | 49 | 84 | 58  | 7  | 18 | 2 | 3 | 8 |
| 2  | Dan Tudin            | Ritten    | 50 | 31 | 49 | 80 | 54  | 14 | 13 | 3 | 6 | 3 |
| 3  | Nicolas Corbeil      | Ritten    | 50 | 25 | 50 | 75 | 111 | 7  | 18 | 1 | 5 | 7 |
| 4  | Greg Barber          | Pustertal | 46 | 27 | 41 | 68 | 54  | 8  | 12 | 1 | 2 | 5 |
| 5  | Giulio Scandella     | Ritten    | 42 | 33 | 34 | 67 | 30  | 8  | 10 | 8 | 2 | 5 |
| 6  | Greg Watson          | Pustertal | 47 | 24 | 41 | 65 | 84  | 5  | 10 | 1 | 3 | 3 |
| 7  | Shawn Mather         | Ritten    | 50 | 24 | 36 | 60 | 38  | 7  | 14 | 3 | 1 | 2 |
| 8  | Brendan Bernakevitch | Pustertal | 45 | 21 | 38 | 59 | 10  | 6  | 14 | 1 | 4 | 3 |
| 9  | Josh Olson           | Bozen     | 47 | 27 | 31 | 58 | 46  | 9  | 11 | 0 | 0 | 3 |
| 10 | Jonathan Pittis      | Bozen     | 50 | 19 | 36 | 55 | 70  | 5  | 15 | 0 | 0 | 1 |
| 11 | Jordan Krestanovich  | Cortina   | 46 | 18 | 35 | 53 | 8   | 5  | 18 | 2 | 1 | 2 |
| 12 | Ryan Watson          | Cortina   | 45 | 17 | 36 | 53 | 22  | 5  | 15 | 2 | 1 | 2 |
| 13 | Kiel McLeod          | Cortina   | 41 | 29 | 22 | 51 | 139 | 13 | 5  | 0 | 3 | 3 |
| 14 | Johan Wiklander      | Alleghe   | 46 | 19 | 32 | 51 | 28  | 8  | 6  | 2 | 0 | 1 |
| 15 | Patrick Iannone      | Pustertal | 42 | 25 | 25 | 50 | 32  | 7  | 4  | 3 | 2 | 2 |

| 1  | Andrea Alberti      | Cortina   | 3  | 68   | 2  | 1  | 0 | 4   | 3.53 | 48   | 91,67 | 1 |
| 2  | Daniel Bellissimo   | Asiago    | 43 | 2519 | 21 | 21 | 1 | 131 | 3.12 | 1452 | 90,98 | 2 |
| 3  | Frédéric Cloutier   | Ritten    | 49 | 2924 | 28 | 21 | 0 | 124 | 2.54 | 1323 | 90,63 | 5 |
| 4  | Jeff Maund          | Cortina   | 44 | 2674 | 29 | 15 | 0 | 118 | 2.65 | 1201 | 90,17 | 2 |
| 5  | Pasi Häkkinen       | Bozen     | 47 | 2855 | 36 | 10 | 1 | 113 | 2.37 | 1114 | 89,86 | 4 |
| 6  | Kelly Guard         | Pustertal | 10 | 565  | 3  | 7  | 0 | 31  | 3.29 | 285  | 89,12 | 1 |
| 7  | Thomas Tragust      | Fassa     | 48 | 2774 | 14 | 34 | 0 | 160 | 3.46 | 1382 | 88,42 | 1 |
| 8  | Miroslav Bielik     | Pontebba  | 4  | 204  | 1  | 3  | 0 | 13  | 3.82 | 112  | 88,39 | 0 |
| 9  | Dominique Ploner    | Pustertal | 6  | 297  | 4  | 2  | 0 | 10  | 2.02 | 80   | 87,50 | 3 |
| 10 | Andrea Carpano      | Pontebba  | 40 | 2392 | 14 | 26 | 0 | 140 | 3.51 | 1087 | 87,12 | 2 |
| 11 | Phil Groeneveld     | Alleghe   | 45 | 2690 | 21 | 24 | 0 | 148 | 3.30 | 1055 | 85,97 | 2 |
| 12 | Tuomas Nissinen     | Pustertal | 34 | 1949 | 16 | 18 | 0 | 110 | 3.39 | 737  | 85,07 | 3 |
| 13 | Michel Favre        | Fassa     | 5  | 278  | 0  | 5  | 0 | 19  | 4.10 | 116  | 83,62 | 1 |
| 14 | Daniele Moretti     | Alleghe   | 1  | 60   | 0  | 1  | 0 | 7   | 7.00 | 37   | 81,08 | 0 |
| 15 | Josef Niederstatter | Ritten    | 1  | 18   | 0  | 1  | 0 | 1   | 3.33 | 5    | 80,00 | 0 |

## Kader des italienischen Meisters
| Italienischer Meister HC Bozen | Torhüter: Pasi Häkkinen, Andreas Bernard Verteidiger: Christian Borgatello, David Ceresa, Sergejs Durdins, Alexander Egger, Viktors Ignatjevs, Carl Johan Johansson, Florian Ramoser Angreifer: Luca Ansoldi, Anton Bernard, Fraser Clair, Kenny Corupe, Enrico Dorigatti, Ryan Jardine, Josh Olson, Jonathan Pittis, Roland Ramoser, Jamie Schaafsma, Stefan Unterkofler, Christian Walcher, Stefan Zisser Trainerteam: |

## Entwicklungen nach der Saison
Im Sommer 2009 stand für kurze Zeit ein Einstieg des HC Bozen in die Österreichische Eishockey-Liga im Raum, da dort der HC Innsbruck freiwillig abgestiegen war und so nur noch neun Teams übriggeblieben waren. Der HC Bozen hatte vorsichtiges Interesse signalisiert, jedoch wollte die Vereinsleitung in jedem Fall zunächst ein genügend großes Budget sichern. Die Diskussionen verliefen jedoch schnell im Sande, da der italienische Eishockeyverband bekanntgegeben hatte, einem Ausstieg des HC Bozen mit Rücksicht auf die Entwicklung der italienischen Liga vorerst nicht zustimmen zu wollen. Die zukünftige Entwicklung dürfte frühestens nach der Saison 2009/10 absehbar sein.